# レーティッシュ鉄道Tm2/2 15-26形ディーゼル機関車

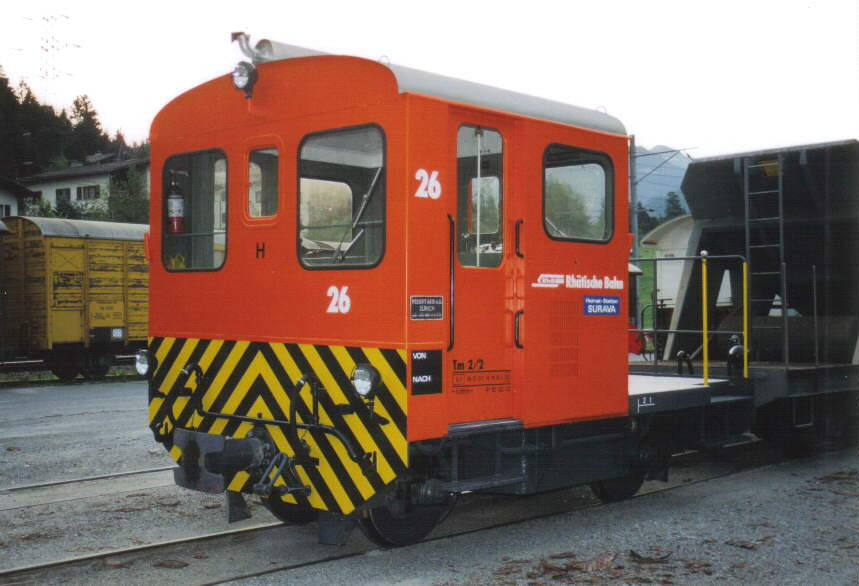
スラバ構内のTm2/2 26

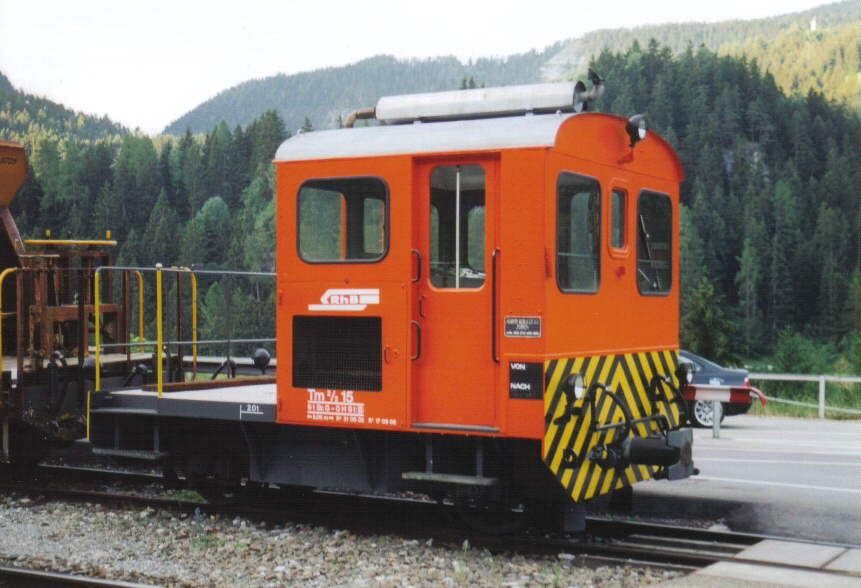
Tm2/2 15 機関換装後で屋根上に消音器が載り、塗装がオレンジ色となっている

レーティッシュ鉄道Tm2/2 15-26形ディーゼル機関車（レーティッシュてつどうTm2/2 15-26がたディーゼルきかんしゃ）は、スイスのレーティッシュ鉄道の入換用ディーゼル機関車である。

## 概要
1957年から1969年にかけてレーティッシュ鉄道の駅構内の入換用としてRACO社の55SA3型および55LA4型をTm2/2形の64 - 67、62、63、57 - 61、56号機として12両購入した機体を、機関換装の際に改番して15 - 26としたディーゼル機関車で、車体、機械部分、台車の製造をRACOが担当し、ディーゼル機関は製造時はSLM製、換装後はCummins製のものを搭載する。スイス連邦鉄道（スイス国鉄）のTm2/2II形など同シリーズがスイス国内で広く使用されているもので、製造時は定格出力50または55 PS、機関換装後は84 PSの機関と機械式4段変速による、最大牽引力30 kNの小型機で、全線の主要駅で使用されている。なお、それぞれの機番（旧番）とRACOの型式と製番、製造年、機関換装年は下記のとおりである。
- 15(64) - 55SA3 - 1491 - 1957年6月12日 - 1990年2月9日
- 16(65) - 55SA3 - 1492 - 1957年6月22日 - 1990年10月2日
- 17(66) - 55SA3 - 1493 - 1957年7月13日 - 1990年5月4日
- 18(67) - 55SA3 - 1494 - 1957年7月13日 - 1989年11月25日
- 19(62) - 55LA4 - 1631 - 1962年5月9日 - 1989年12月22日
- 20(63) - 55LA7 - 1632 - 1962年7月14日 - 1990年4月6日
- 21(57) - 55LA4 - 1716 - 1965年2月1日 - 1989年3月5日
- 22(58) - 55LA4 - 1717 - 1965年2月1日 - 1989年4月15日
- 23(59) - 55LA4 - 1718 - 1965年3月1日 - 1990年4月6日
- 24(60) - 55LA4 - 1719 - 1965年3月1日 - 1989年6月
- 25(61) - 55LA4 - 1716 - 1965年3月1日 - 1989年8月25日
- 26(56) - 55LA4 - 1793 - 1969年12月9日 - 1990年3月1日

## 仕様

### 車体
- 車体は台枠上後ろ半分に運転室が載せ、反対側をデッキとしたL字形で、機関と変速機は運転室内の台枠上に設置されている。なお、この機体の向きはデッキ側が前、運転室側が後ろとなっている。
- 運転室は切妻のシンプルなもので、前面は運転室窓が左右に2箇所と、その間に小窓が1箇所設置されており、車端側の運転室窓はほぼ正方形、デッキ側は長方形となっている。運転室側面は乗降用扉と窓が一箇所ずつ設置されており、窓の下のルーバー部分に機関と変速機の設置箇所である。
- デッキ端部には手すりが設けられ、前照灯は小型のものがデッキ側はデッキ端部に2箇所と運転室上部に1箇所、車体側は運転室の下部に2箇所と上部に1箇所設置させている。
- 連結器はねじ式連結器で緩衝器（バッファ）が中央、フック・リングがその左右にあるタイプである。
- 車体塗装は製造時は車体が赤茶色で、屋根、床下はダークグレーであったが、1989年からの改造工事後には車体がオレンジ色でRhBのロゴ入り、屋根が銀色となり、さらに台枠端部には黄色と黒の警戒塗装がなされ、現在に至っている。

### 走行機器
- 機関はCummins製4シリンダのTyp 4BT 3.9ディーゼルエンジンで、これを枕木方向に車体の片側に寄せて設置し、反対側の変速機へ接続している。機械式4段変速の変速機の出力軸は機関側に戻され、そこからチェーン駆動で前後の車軸を駆動する方式としている。
- 走行装置は板台枠の2軸式で軸距2500 mm、車輪径750 mmで軸ばねは重ね板ばね、駆動チェーンは2条式である。

### 改造
- 1989-90年に機関を4シリンダのSaurer-SLM 4 VD 11からカミンズ製のものに交換し、併せて消音器の屋根上への設置と塗装の変更がされている。

### 主要諸元
- 軌間：1000 mm
- 動力方式：ディーゼルエンジン＋機械式変速機、チェーン2軸駆動
- 最大寸法：全長5060 mm、全幅2640 mm、屋根高3090 mm
- 軸距：2500 mm
- 自重
  - 15 - 18：8.5 t
  - 19、20：10.0 t
  - 21 - 26：9.0 t
- 荷重：2.0 t
- 走行装置
  - 機関：Cummins Typ 4BT 3.9（定格出力84 PS）
  - 機関（換装前）：Saurer-SLM 4 VD 11
（定格出力56 - 63：55 PS / 1600 rpm、64 - 67：50 PS / 1500 rpm）
  - 変速機：機械式4段変速、逆転器内蔵（速度：1速 4 km/h、2速 8 km/h、3速 17 km/h、4速 30 km/h）
- 起動時牽引力：30 kN、（機関換装前：25 kN）
- 定格牽引力：15 kN（10 km/h)
- 最高速度：30 km/h（被牽引時55 km/h）

## 運行・廃車
- レーティッシュ鉄道の主要駅での入換に使用されており、製造時点の配置駅は以下の通りとなっている。

- 64 - Tiefencastel
- 65 - 予備
- 66 - Zernez
- 67 - Aroza
- 62 - Pontresina
- 63 - Fideris Klosters

- 57 - 予備
- 58 - Reichenau-Tamins Reichenau
- 59 - Ilanz
- 60 - St.Moritz
- 61 - Disentis
- 56 - Surava

- 1994年時点の配置駅は以下の通り

- 15 - Tiefencastel
- 16 - Schiers
- 17 - St.Moritz
- 18 - Aroza
- 19 - Tirano
- 20 - Klosters

- 21 - 予備
- 22 - Reichenau
- 23 - Küblis
- 24 - St.Moritz
- 25 - Disentis
- 26 - Surava

- Tmf2/2 85-90形やTm2/2 111-120形などの新しい入換機の増備に伴い 2006年より順次廃車が進んでおり、各機体の廃車年月日および2010年時点での配置は以下の通りとなっている。

- 15 - 廃車：2010年11月12日
- 16 - Surava
- 17 - 廃車：2008年2月29日
- 18 - 廃車：2008年9月5日
- 19 - 廃車：2008年1月11日
- 20 - Arosa

- 21 - 廃車：2010年11月12日
- 22 - Tirano
- 23 - 廃車：2006年8月17日
- 24 - 廃車：2007年5月20日
- 25 - Disentis
- 26 - Reichenau

## 同形機
本機はRACO標準の小形ディーゼル機関車で、標準軌、狭軌ともにスイス各地に同形機があるが、レーティッシュ鉄道では以下の同形機が存在する。
- 入換用および事業用の同形機として、本機の屋根を延長してデッキ端に妻面を、デッキ部にシャッターを設けてクローズドデッキとしたTm2/2 91-92が1959年に製造された。そのほか駆動装置が2段変速の液体式であるほか、機関も定格出力65 PSのSaurer-SLM C 415 Dであるなどの差異がある。本機も製造時は赤茶色塗装であったが、1992年に黄色塗装に改められている。なお、2両とも2006-07年に廃車となり、フルカ山岳蒸気鉄道[3]に譲渡され、スイス国鉄の1000 mm軌間のブリューニック線[4]で使用されていた本機と同形のTmh985、986形ラック式入換/事業用ディーゼル機関車とともに事業用として使用されている。
- 架線作業車として、デッキに高所作業台とその昇降装置を設置し、運転室屋根上にも作業台を設置したXm 9912が1962年に製造されている。これは入換用と同じ標準型のTyp 55 LA4をレーティッシュ鉄道のラントクオルト工場で改造したもので、本機も入換用の機体と同様に1990年に機関を換装しているほか、1994年には真空ブレーキ装置を搭載している。なお、本機も製造時は赤茶色塗装であったが、現在では黄色塗装に改められている。

## 参考資料
- Claude Jeanmaire 「Die elektrischen und Dieseltriebfahrzeuge Schweizerischer Eisenbahn Die Rhätischen Bahn  stammnetz」 （Verlag Eisenbahn） ISBN 3-85649-019-1
- Claede Jeanmaire 「 Die elektrischen und Dieseltriebfahrzeuge Schweizerischer Eisenbahn Rhätischen Bahn: Stammnetz - Triebfahrzeuge」 （Verlag Eisenbahn） ISBN 3-85649-219-4
- Patrick Belloncle, Gian Brünger, Rolf Grossenbacher, Christian Müller 「Das grosse Buch der Rhätischen Bahn 1889 - 2001」 ISBN 3-9522494-0-8
- Woifgang Finke, Hans Schweers 「Die Fahrzeuge der Rhätischen Bahn 1889-1998 band 3: Triebfahrzeuge」 （SCHWEERS + WALL） ISBN 3-89494-105-7
- Woifgang Finke, Hans Schweers 「Die Fahrzeuge der Rhätischen Bahn 1889-2000 band 4: Dienstfahrzeuge・Schneeräumung・Aktualisierungen」 （SCHWEERS + WALL） ISBN 3-89494-115-4